# Шкурба Андрій Вікторович
Андрі́й Ві́кторович Шкурба́ (нар. 15 листопада 1959, Київ) — український інфекціоніст, професор кафедри інфекційних хвороб Національного медичного університету імені О. О. Богомольця (2011), доктор медичних наук (2009), професор (2015).

## Біографія
Народився в Києві. Батько — Шкурба Віктор Васильович, математик та кібернетик. Мати — Емілія Олександрівна, була дільничним лікарем. Лікарську освіту здобув у Київському медичному інституті (КМІ) у 1976—1982 роках.
У 1982—1984 роках — клінічний ординатор при кафедрі інфекційних хвороб КМІ. У 1984—1986 роках — лікар ІІ інфекційного відділення київської МІКЛ № 5. У 1986—1991 роках — ординатор інфекційного центру 408-го військового госпіталю (нині Національний військово-медичний клінічний центр «Головний військовий клінічний госпіталь»).
Лікарська категорія — вища за фахом «Інфекційні хвороби».
З 1991 по 2000 рік — асистент, з 2000 року — доцент кафедри інфекційних хвороб НМУ ім. О. О. Богомольця. З 2011 року — професор цієї кафедри. Відповідальний за лікувальну роботу на кафедрі та за навчання інтернів.
Заступник головного редактора журналів «Сучасні інфекції» та «Клиническая инфектология и паразитология (международный научно-практический журнал)».

## Науковий доробок
Кандидатська дисертація «Позапечінковий холестаз при вірусних гепатитах» (1996, науковий керівник Жанна Возіанова). Докторська дисертація «Можливості уніфікації за допомогою комп'ютерних програм діагностики та лікування різних варіантів вірусних гепатитів» (2009, наукові консультанти Жанна Возіанова, Ірина Булах).
Напрямок наукової роботи: вірусні гепатити; тропічна медицина, впровадження медичної інформатики в інфектологію.
Автор 216 наукових робіт, з яких 32 — навчально-методичні. Має 5 патентів на корисну модель і 1 патент України (на 20 років)
Співавтор 2 підручників, 4 навчальних посібників, 1 наукової монографії, 8 типових та 18 робочих навчальних програм з навчальної дисципліни «Інфекційні хвороби» та відповідних вказаній дисципліні елективних курсів для вищих медичних навчальних закладів IV рівня акредитації.
Окремі праці (самостійно і у співавторстві):
- Механічний компонент жовтяниці при вірусних гепатитах // Лікарська справа, 1993.
- Дегідратаційний шок // Інфекційні і паразитарні хвороби. Т3. К., 2003.
- Гостра недостатність надниркових залоз // Там само. Т 3. К., 2003.
- Гостра ниркова недостатність // Там само. Т 3. К., 2003.
- Інфекційно-токсичний шок // Там само. Т 3. К., 2003.
- Розділ ХІХ до підручника «Невідкладні стани», 2005.
- Концепція уніфікації діагностики і лікування вірусних гепатитів за допомогою комп'ютерних технологій/ Гепатологія. — 2009. — № 1 (3). — С. 46-58.
- Принципы лечения инфекционных больных//Сучасні інфекції. — 2011. — № 1. — С. 4—11.
- Інфекційні хвороби: підручник /За ред. О. А. Голубовської — К.: ВСВ «Медицина», 2012. — 728 с. + 12 с. кольор. вкл.; ISBN 978-617-505-214-3
- Лихорадка Рифт-Валли. Клиническая инфектология и паразитология (международный научно-практический журнал). — 2013. — № 4. — С.52-60.
- Новий метод зменшення активності імунного процесу по відношенню до автоантигенів щитовидної залози у хворих на хронічний гепатит С / Гепатологія. — 2013 р., № 2. — С. 22-30
- Инфекционные болезни: учебник под ред. О. А. Голубовской. — К. : ВСИ «Медицина». — 2014. — 784 с. — 12 с. цв. вкл. ISBN 978-617-505-291-4
- Малярия: монография. К. : ВСИ «Медицина», 2015. — 288 с., в тому числі 32 с. цв. вкл. ISBN 978-617-505-419-2 (з співавт.)
- Інфекційні хвороби: енциклопедичний довідник / за ред. Крамарьова С. О., Голубовської О. А. — К.: ТОВ «Гармонія», 2018. — 592 с. ISBN 978-966-2165-52-4 (Крамарьов С. О., Голубовська О. А., Шкурба А. В. та ін.)
- Infectious Diseases: textbook / O.A. Holubovska, M.A. Andreichyn, A.V. Shkurba et al. ; edited by O.A. Holubovska. — Kyiv: AUS Medicine Publishing, 2018. — 664 p. + 12 p. colour insert. ISBN 978-617-505-727-8 (англ.)
- Інфекційні хвороби (підручник) (за ред. О. А. Голубовської). — Київ: ВСВ «Медицина» (3 видання, перероблене і доповнене). — 2020. — 688 С. + 12 с. кольор. вкл. (О. А. Голубовська, М. А. Андрейчин, А. В. Шкурба та ін.) ISBN 978-617-505-814-5
- Інфекційні хвороби (підручник) (за ред. О. А. Голубовської). — Київ: ВСВ «Медицина» (4 видання, перероблене і доповнене). — 2022. — 464 С.; кольор. вид. (О. А. Голубовська, М. А. Андрейчин, А. В. Шкурба та ін.) ISBN 978-617-505-909-8
- Коронавірусна хвороба 2019. / О. А. Голубовська, А. В. Шкурба, О. В. Безродна та ін.; за ред. О. А. Голубовської. — Київ. «Професійні видання. Україна», 2023. — 300 с. ISBN 978-617-7911-13-4
- Практична охорона праці в медичній галузі: навчальний посібник / О. П. Яворовський, Ю. О. Паустовський, В.I. Зенкіна, I.В. Сергета та ін. Всеукраїнське спеціалізоване видавництво «Медицина». 2023. С. 391 (чорно-білі) + 8 кольорових вклейок ISBN 978-617-505-922-7 / Шкурба А. В., Брухно Р. П. Глава 12. Заходи і засоби запобігання зараженню медичного персоналу найпоширенішими інфекційними хворобами С. 301—330.